# Sierras de Talayuelas y Aliaguilla
Sierras de Talayuelas y Aliaguilla este o arie protejată (arie specială de conservare — SAC, sit de importanță comunitară — SCI) din Spania întinsă pe o suprafață de 7.721,4 ha, integral pe uscat.

## Localizare
Centrul sitului Sierras de Talayuelas y Aliaguilla este situat la coordonatele 39°48′N 1°17′W / 39.8°N 1.29°V.

## Înființare
Situl Sierras de Talayuelas y Aliaguilla a fost declarat sit de importanță comunitară în decembrie 1997 pentru a proteja 18 specii de animale. Situl a fost protejat și ca arie specială de conservare în mai 2015.

## Biodiversitate
Situată în ecoregiunea mediteraneană, aria protejată conține 25 de habitate naturale: Galerii de Salix alba și de Populus alba, Pajiști cu Molinia pe soluri calcaroase, turboase sau argilos-nămoloase (Molinion caeruleae), Pseudostepă cu ierburi și specii anuale de Thero-Brachypodietea, Păduri pe pante, grohotișuri și ravene de Tilio-Acerion, Păduri iberice de Quercus faginea și Quercus canariensis, Fânețe de joasă altitudine (Alopecurus pratensis, Sanguisorba officinalis), Grohotișuri termofile și vest-mediteraneene, Păduri de pin (sub-) mediteraneene cu pini negri endemici, Matorral arborescenți cu Juniperus spp., Păduri de stejar galițio-portugheze cu Quercus robur și Quercus pyrenaica, Mlaștini calcaroase cu Cladium mariscus și specii de Caricion davallianae, Păduri de pin mediteraneene cu pini mezogeni endemici, Pajiști uscate europene, Păduri de Quercus ilex și Quercus rotundifolia, Pante stâncoase silicioase cu vegetație casmofită, Pajiști uscate seminaturale și facies de acoperire cu tufișuri pe substraturi calcaroase (Festuco-Brometalia) (* situri importante pentru orhidee), Vegetație gipsofilă iberică (Gypsophiletalia), Izvoare petrifiante cu formare de travertin (Cratoneurion), Ape puternic oligomezotrofe cu vegetație bentonică cu Chara spp., Lacuri eutrofice naturale cu vegetație de tip Magnopotamion sau Hydrocharition, Pajiști umede mediteraneene cu ierburi înalte de Molinio-Holoschoenion, Pante stâncoase calcaroase cu vegetație casmofită, Pajiști alpine și subalpine calcaroase, Lande oro-mediteraneene cu formațiuni endemice de grozamă, Iazuri temporare mediteraneene.
La baza desemnării sitului se află mai multe specii protejate:
- păsări (16): uliu porumbar (Accipiter gentilis), rață mare (Anas platyrhynchos), acvilă de munte (Aquila chrysaetos), stârc cenușiu (Ardea cinerea), rață-cu-cap-castaniu (Aythya ferina), buha (Bubo bubo), șorecarul comun (Buteo buteo), șerpar (Circaetus gallicus), șoim călător (Falco peregrinus), lișiță (Fulica atra), găinușă de baltă (Gallinula chloropus), acvilă pitică (Hieraaetus pennatus), ciocârlie de pădure (Lullula arborea), turturică (Streptopelia turtur), silvie de tufiș (Sylvia undata), corcodel mic (Tachybaptus ruficollis)
- nevertebrate (2): Austropotamobius pallipes, Vertigo angustior

Pe lângă speciile protejate, pe teritoriul sitului au mai fost identificate 26 de specii de plante, 1 specie de păsări, 1 specie de amfibieni, 1 specie de nevertebrate.